# Vincenzo Manes
Vincenzo Manes (Venafro, 1º aprile 1960) è un imprenditore e filantropo italiano.

## Biografia
Coniugato con tre figli. Dopo la laurea in Economia e Commercio ottenuta con lode presso la Luiss (Roma), ha lavorato negli Stati Uniti in società di investimenti.
Nel 1993, al rientro in Italia, Vincenzo Manes ha fondato Intek Group, una holding di partecipazioni quotata alla Borsa di Milano, di cui è azionista e presidente.

## Attività imprenditoriali
La più rilevante partecipazione di Intek Group nel settore industriale è in:
- KME AG, leader europeo nella lavorazione di prodotti e semilavorati in rame, con 12 stabilimenti tra Europa e Cina (industriale). Il gruppo KME ha nel 2017 un fatturato consolidato di circa 1,87 miliardi di euro e 4000 dipendenti.

Tra le altre partecipazioni:
- i2CAPITAL PARTNERS Sgr S.p.A., società di investimenti che gestisce attività di private equity, hedge funds e real estate
- CULTI, società che opera nel settore della produzione e distribuzione di fragranze d'ambiente d'alta gamma

Vincenzo Manes, inoltre, è membro dei consigli di amministrazione di Tod's Group, della Compagnia Immobiliare Azionaria, e di Class Editori.

## Attività filantropiche e sociali
Nel 1997 Vincenzo Manes contribuisce alla nascita di VITA Editoriale, primo network di comunicazione italiano dedicato al non-profit, di cui è azionista di maggioranza; fino al 2017 è stato anche presidente di Fondazione Vita.
Nel 2003 costituisce Fondazione Dynamo, con l'obiettivo di contribuire allo sviluppo della filantropia in Italia. A Fondazione Dynamo fanno capo:
- Dynamo Camp, ispirato a "Hole in the Wall Camps", l'iniziativa filantropica iniziata da Paul Newman nel 1988. Dynamo Camp nasce per ospitare gratuitamente bambini e ragazzi affetti da patologie gravi e croniche
- Dynamo Academy, impresa sociale che dal 2011 opera nell'ambito della formazione aziendale su temi sociali e di corporate philanthropy
- Pro-Dynamo, che distribuisce merchandising e abbigliamento a marchio Dynamo
- Oasi Dynamo, impresa agricola affiliata al WWF, che gestisce un'area montana in provincia di Pistoia

In totale, DYNAMO impiega più di 70 persone a tempo indeterminato, 100 addetti stagionali e 800 volontari l'anno. Dynamo Camp è il primo centro italiano di terapia ricreativa e aderisce a "SeriousFun Children's Network", di cui Vincenzo Manes è membro. Dynamo Camp si finanzia con generose donazioni di individui e imprese e fondazioni, nonché grazie all'attività delle tre imprese sociali a marchio Dynamo (Dynamo Academy, Pro-Dynamo e Oasi Dynamo).
Dal 2013 Vincenzo Manes è membro del Consiglio di Amministrazione della Fondazione Adriano Olivetti.
Dal dicembre 2014 al dicembre 2016 è stato Consigliere pro-bono del Presidente del Consiglio Renzi per il Terzo settore e lo sviluppo dell'economia sociale.
Nel 2017 è stato nominato membro del board della associazione Robert F.Kennedy Human Rights - Italia.
Da gennaio 2018 è membro del Consiglio d'Amministrazione della nuova Triennale, di nomina del Comune di Milano.
Da marzo 2018 è presidente della Fondazione Italia Sociale, costituita con la legge di riforma del Terzo settore (L.106 del 6 giugno 2016, art.10).

## Onorificenze
Vincenzo Manes è stato insignito nel 2013 del titolo di Cavaliere al merito del lavoro per le sue attività in campo imprenditoriale e per l'impegno etico e sociale volto al miglioramento delle condizioni di vita e di lavoro del Paese.
Nel 2016 ha ricevuto lo Special Robert Fitzgerald Kennedy Italy Award, conferito dalla associazione Robert F. Kennedy Human Rights - Italia.
Nel 2017 è stato insignito del Premio Internazionale Dedalo Minosse alla Committenza di Architettura – Premio speciale Cittadellarte – Fondazione Pistoletto.
Sempre nel 2017 è stato insignito del Premio Burgio "Dalla parte dei bambini", prima edizione, istituito dalla Scuola di Pediatria Pavese e dall'Università di Pavia in collaborazione con la Fondazione Policlinico S. Matteo, in memoria del Maestro della pediatria italiana Roberto Burgio.